# Colobothea sexmaculata
Colobothea sexmaculata là một loài bọ cánh cứng trong họ Cerambycidae.